# Bikini
 Ovo je glavno značenje pojma Bikini. Za druga značenja pogledajte Bikini (atol).
Bikini je termin koji se koristi za ženski kupaći kostim iz dva djela. Ime je dobio po otoku Bikini na kome su izvođena testiranja atomske bombe 1945. godine. To je bio prvi ženski kupaći kostim iz dva dijela koji je
otkrivao struk s pupakom.
S vremenom, bikini je postajao sve manji, pa je sredinom 60-ih godina lansiran i monokini, koji je sadržavao samo donji dio kostima. Daljnji povijesni razvoj ovog kupaćeg kostima je evoluirao u tange.

## Povijest
Iako je bikini kao dvodjelni ženski kostim, pod tim imenom, ušao u povijest mode tek sredinom 20. stoljeća, preteće tog kupaćeg kostima datiraju još iz vremena minojske civilizacije od 1600. pr. Kr. Također, odjevni predmet nalik bikiniju nosile su žene u antičkom Rimu, što je posvjedočeno na muralima i freskama iz tog vremena.
Suvremeni bikini nastao je u Francuskoj po završetku Drugog svjetskog rata, 1946. godine. Modni dizajner Jacques Heim izradio je oskudni dvodjelni kupaći kostim za žene i prozvao ga Atom, najmanji kupaći kostim na svijetu. Istodobno, modni dizajner Louis Reard počeo je prodavati istovjetni proizvod na francuskoj rivijeri koji je prozvao bikini prema istoimenom pacifičkom otočju preuzevši naslov izumitelja tog odjevnog predmeta.
Godine 1947. bikini se počeo prodavati u SAD-u, ali je prodaja isprva bila prilično slaba. Bikini je zbog svoje oskudnosti izazivao javnu sablazan i zgražanje, a neki su američki gradovi čak zabranili njegovu uporabu. Tek je u vrijeme seksualne revolucije 60-ih, bikini široko prihvaćen i postao jedan od najpopularnijih ženskih kupaćih kostima.